# Alf Nilsen
Alf Nilsen (20 febbraio 1908 – 1º gennaio 1992) è stato un calciatore norvegese, di ruolo attaccante.

## Carriera

### Club
Nilsen giocò con la maglia dello Ørn.

### Nazionale
Conta una presenza e una rete per la Norvegia. Il 2 novembre 1930, infatti, fu schierato in campo nella sfida pareggiata per 1-1 contro la Germania, incontro in cui trovò la via del gol.